# Komlan Amewou
Komlan Amewou (* 15. Dezember 1983 in Lomé) ist ein ehemaliger togoischer Fußballspieler.

## Karriere

### Verein
Der kleingewachsene Mittelfeldspieler begann seine Karriere in Togo und in Ghana und wechselte 2004 erstmals nach Europa zum rumänischen Verein Gloria Buzău. Er konnte sich allerdings nicht durchsetzen und wurde in die libysche Liga ausgeliehen. Daraufhin wechselte er 2006 für zwei Jahre in sein Heimatland, bis ihn der norwegische Erstligist Strømsgodset IF unter Vertrag nahm. Von Juli 2010 bis zum Ende der Saison 2013/14 spielte er für Olympique Nîmes in Frankreich.
Danach zog es ihn in die Vereinigten Arabischen Emirate, wo er für al-Shaab eine Spielzeit auflief danach aber erst einmal keinen Klub mehr fand. Mitte Januar 2016 schloss er sich noch einmal im Oman dem Sur SC an, wo er nach dem Ende der laufenden Spielzeit seine Karriere dann auch beendete.

### Nationalmannschaft
Über fünfzig Mal spielte Amewou für die Nationalmannschaft Togos.